# Slovenska filharmonija
Slovenska filharmonija je osrednja slovenska glasbena ustanova v evropskem merilu. Pod njenim okriljem delujeta Orkester Slovenske filharmonije in Zbor Slovenske filharmonije. Stavba Slovenske filharmonije stoji na Kongresnem trgu v Ljubljani in v njej filharmonija tudi deluje. Njena redna prizorišča so dvorana Marjana Kozine na Kongresnem trgu v Ljubljani in Gallusova dvorana v Cankarjevem domu na Trgu republike v Ljubljani.
Filharmonična družba je imela svoje prostore v stavbi Deželnega gledališča, ki je stalo na mestu današnje Filharmonije. Na pol lesena gledališka stavba z 800 sedeži je bila zgrajena leta 1765 na mestu nekdanje stanovske jahalnice in je bila uničena v požaru leta 1885. Dve leti kasneje je bil razpisan natečaj, do leta 1891 pa so postavili palačo, ki jo je načrtoval arhitekt Adolf Wagner. 

## Zgodovina
- Academia Philharmonicorum Labacensis je naziv stanovskega združenja ljubljanskih glasbenikov v 18. stoletju. Formalno je bila ustanovljena leta 1701 in se je zgledovala po tovrstnih italijanskih akademijah, ki so se pojavljale že od 16. stoletja dalje. V tem združenju so sodelovali tako slovenski kot avstrijski (nemški) člani iz vrst plemstva in meščanskih izobražencev. Gojili so ljubezen do glasbe, posebno pozornost pa so seveda posvečali orkestru, ki je igral ob deželnih slovesnostih, cerkvenih praznikih in tako dalje. Academia Philharmonicorum je prva predhodnica današnje Slovenske filharmonije.
- Filharmonična družba (ustanovljena leta 1794)
- Glasbena matica (ustanovljena leta 1872)
- Slovenska filharmonija (Glasbene matice) (ustanovljena leta 1908)
- Ljubljanska filharmonija (ustanovljena leta 1934)
- Slovenska filharmonija (ustanovljena leta 1947)

## Orkester Slovenske filharmonije
- glavni dirigent: Kahi Solomnišvili
- koncertna mojstra: Ana Dolžan in Miran Kolbl

## Zbor Slovenske filharmonije
- glavni dirigent: Stephen Layton